# エジプト博物館 (ベルリン)
エジプト博物館（エジプトはくぶつかん、ドイツ語: Ägyptisches Museum und Papyrussammlung）は、ネフェルティティの胸像を含む世界で最も重要な古代エジプトの工芸品のコレクションの1つを所蔵している。1855年よりこのコレクションはベルリンのムゼウムスインゼル（博物館島）にある新博物館の一部である。

## 歴史

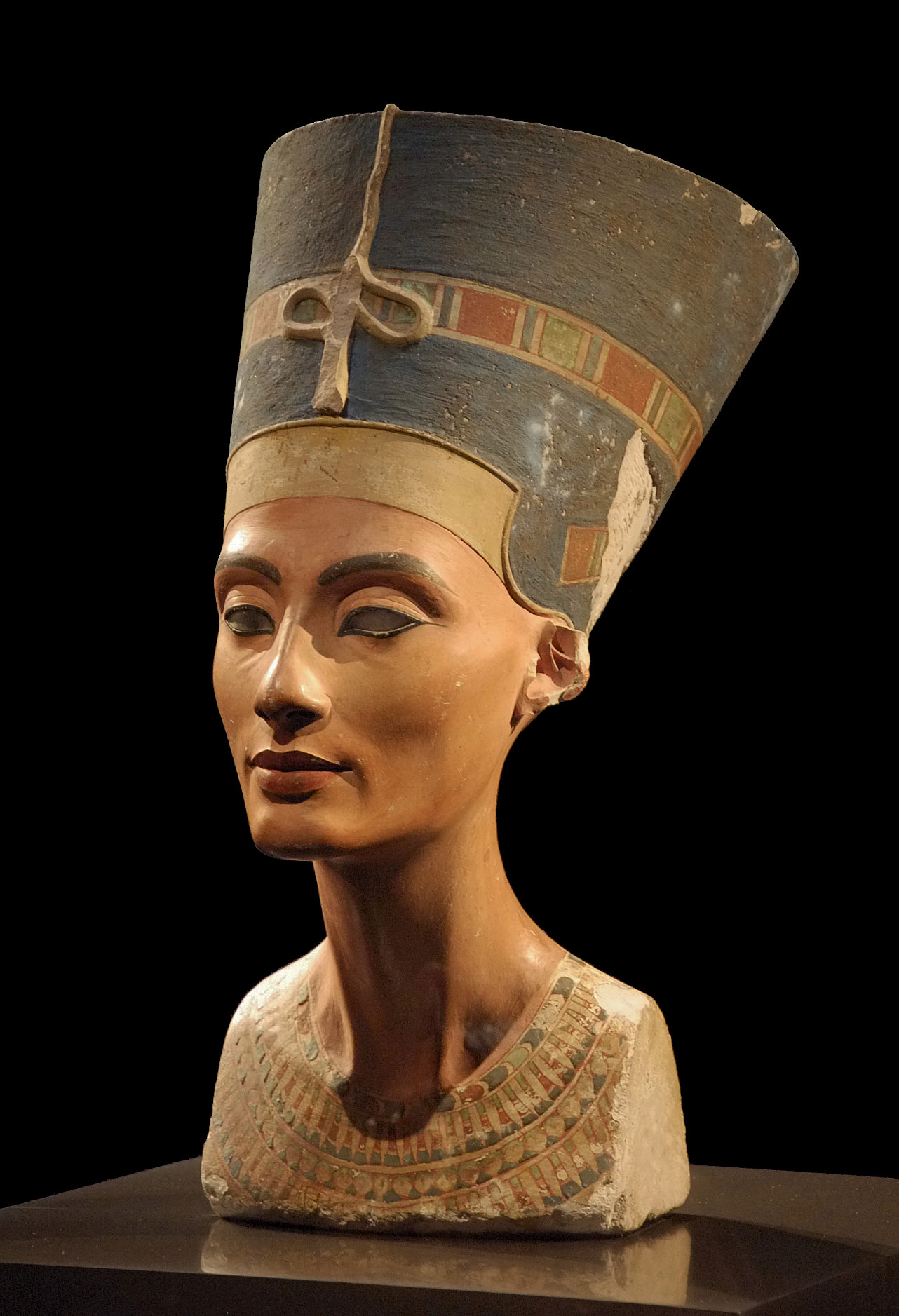
ネフェルティティの胸像

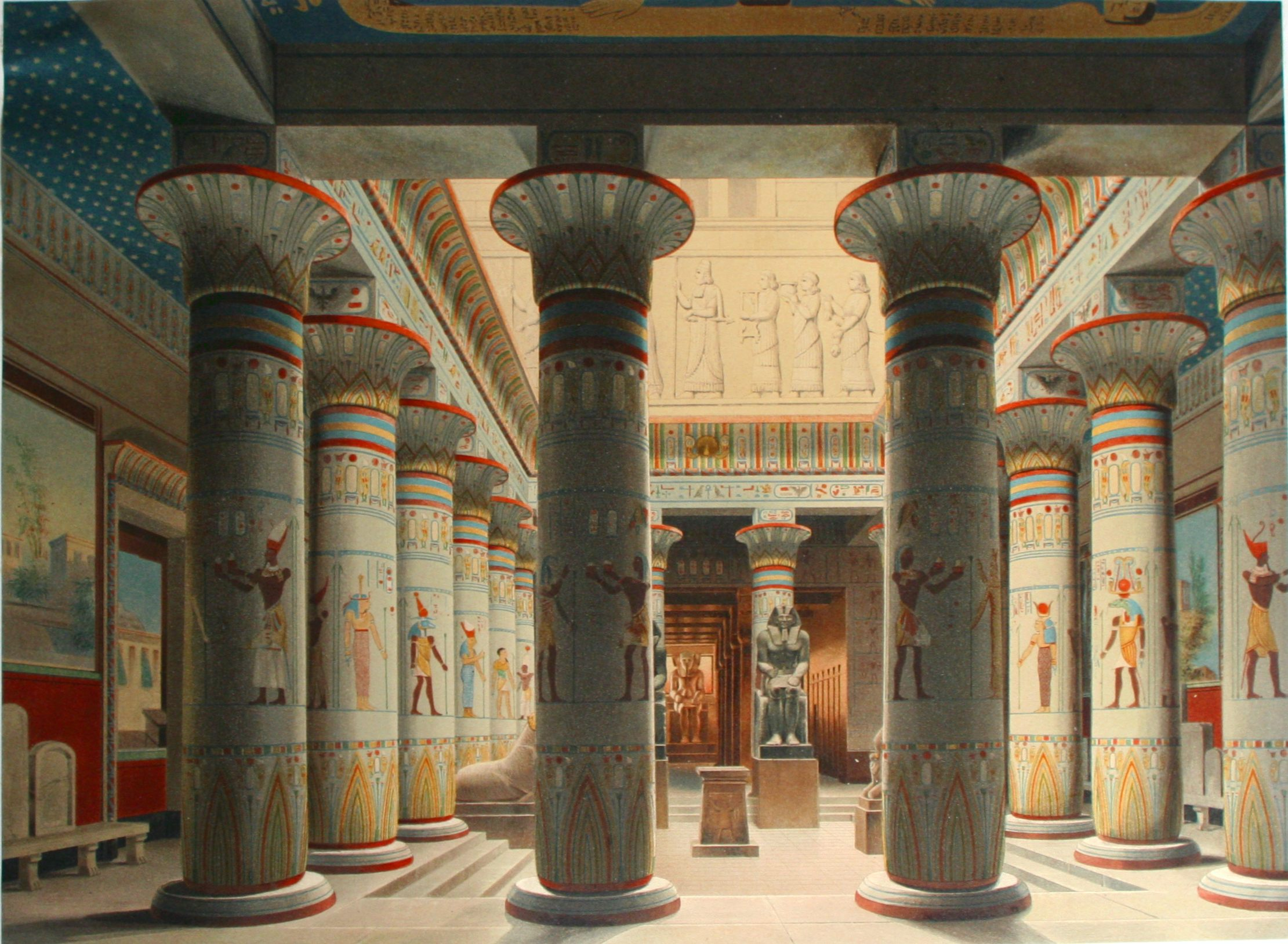
新博物館のエジプト風の中庭（エドゥアルド・ゲルトナーによる1862年のリトグラフ）

18世紀のプロイセン王国・ホーエンツォレルン王の王室美術コレクションを起源とする。アレクサンダー・フォン・フンボルトがエジプト部門の創設を勧め、最初の美術品は1828年のフリードリヒ・ヴィルヘルム3世の治世下に持ち込まれた。当初はモンビジュー宮殿に収蔵され、部門長はトリエステの商人Giuseppe Passalacqua(1797–1865)が務め、彼の膨大なコレクションが博物館の基礎となった。1842-45年にカール・リヒャルト・レプシウスが指揮して行われたエジプトとヌビアへの探検により、ベルリンにはさらに多くの美術品が持ち込まれた。
1850年にコレクションはフリードリヒ・アウグスト・シュテューラーの設計により建てられた現在の新博物館に移された。ルートヴィヒ・ボルヒャルトによるアマルナの探検により発見されたネフェルティティの胸像は、1920年に実業家であるアンリ・ジェームズ・サイモンにより寄贈された。これはすぐに最も有名な展示品となった。新博物館は第二次世界大戦中に戦略爆撃により大きな被害を受けたため、戦後コレクションは東ベルリンと西ベルリンに分割された。主要部分は東ベルリンに残り、ボーデ博物館に展示されたが、ネフェルティティの胸像を含む西ドイツに避難された品は西ベルリンに戻された。1967年から2005年までこれらの品々はシャルロッテンブルク宮殿の向かいに収蔵されていた。ドイツ再統一後にコレクション全体が博物館島に戻り再統一された。

## コレクション
コレクションには紀元前4000年（先王朝時代）からローマ統治時代までのものが含まれるが、そのほとんどはアクエンアテンの統治時代（紀元前1340年ごろ）のものである。
展示品の中で最も有名なのは、非常に保存状態がよく色鮮やかなネフェルティティの胸像である。このコレクションは2005年にシャルロッテンブルク宮殿から旧博物館に移され、2009年10月に博物館島に新たに再建された新博物館に再び収蔵された。
少なくとも23体の古代エジプト人のミイラが収蔵されている。2020年代には心臓のミイラ化に関する研究の一部として、ミイラのCTスキャンが行われた。同時にCTスキャンによる検査により、ミイラの性別と死亡年齢が確立された。

## ギャラリー

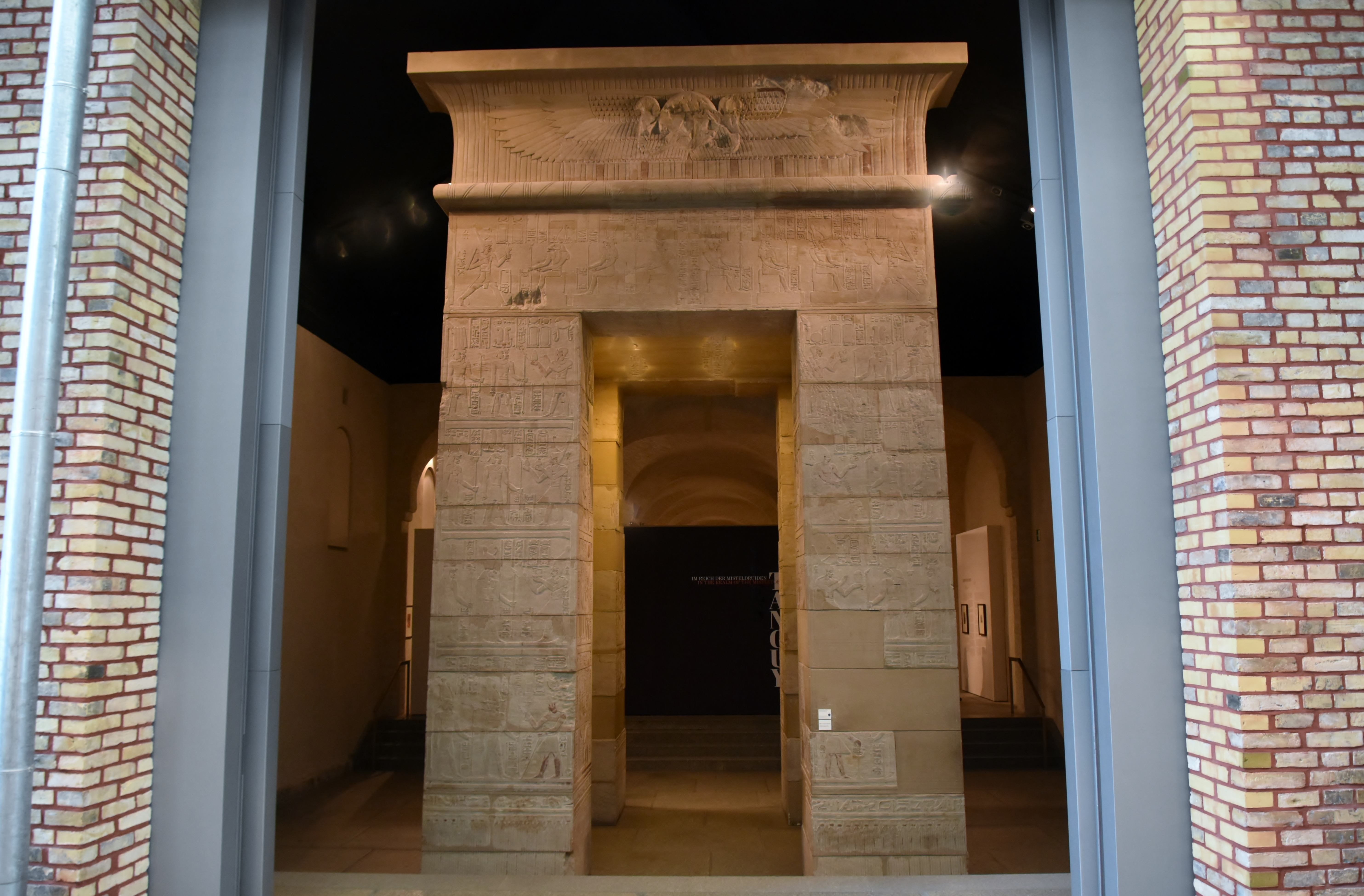
カラブシャ神殿（英語版）の門。ヌビアの遺跡を救済する国際キャンペーン（英語版）の一部として寄贈された。
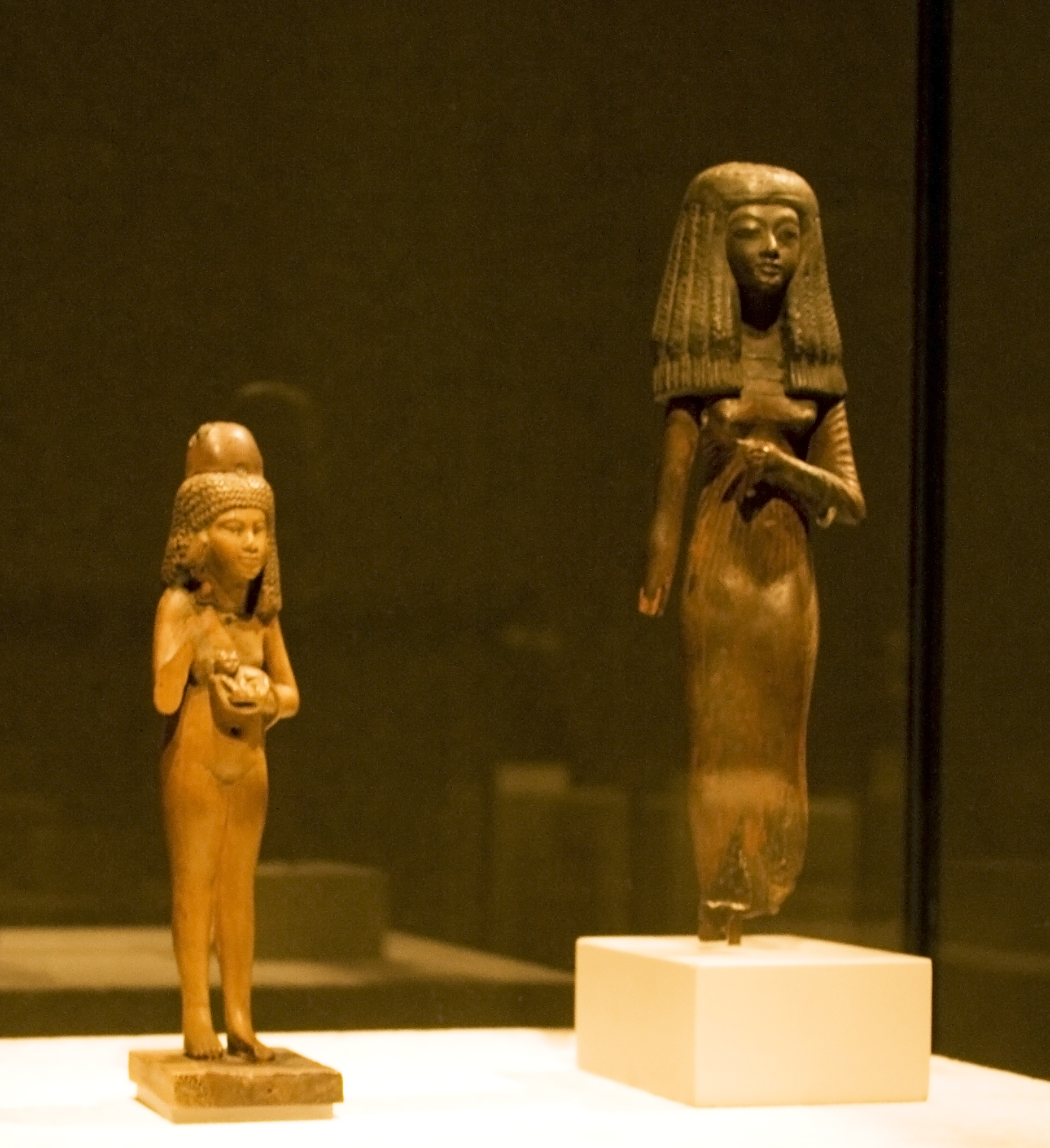
猫を連れた少女の像と若い女性の立像。第18王朝（紀元前1380年ごろ）および第19王朝, Abusir el Meleq and Thebes
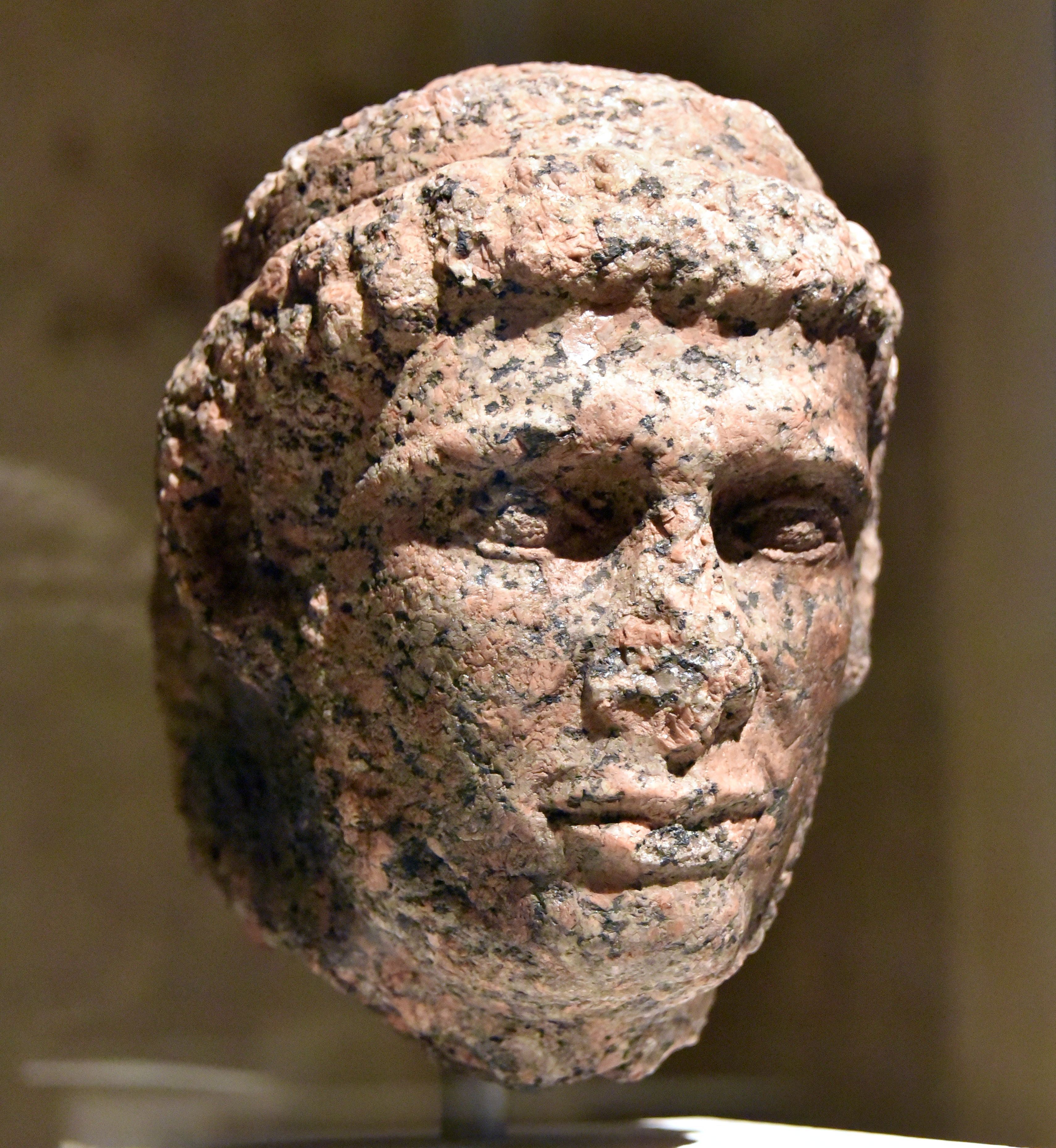
プトレマイオス10世（統治期間：紀元前110年から88年まで）の頭像
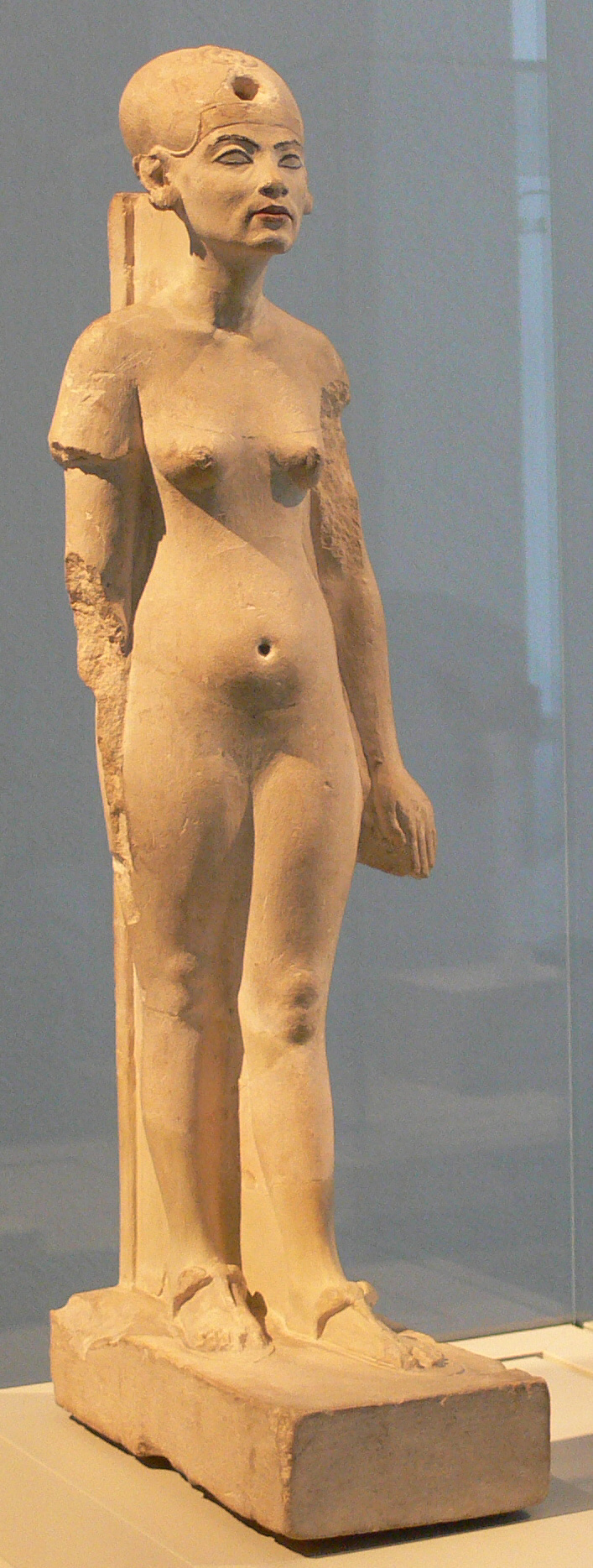
ネフェルティティの立像（英語版）
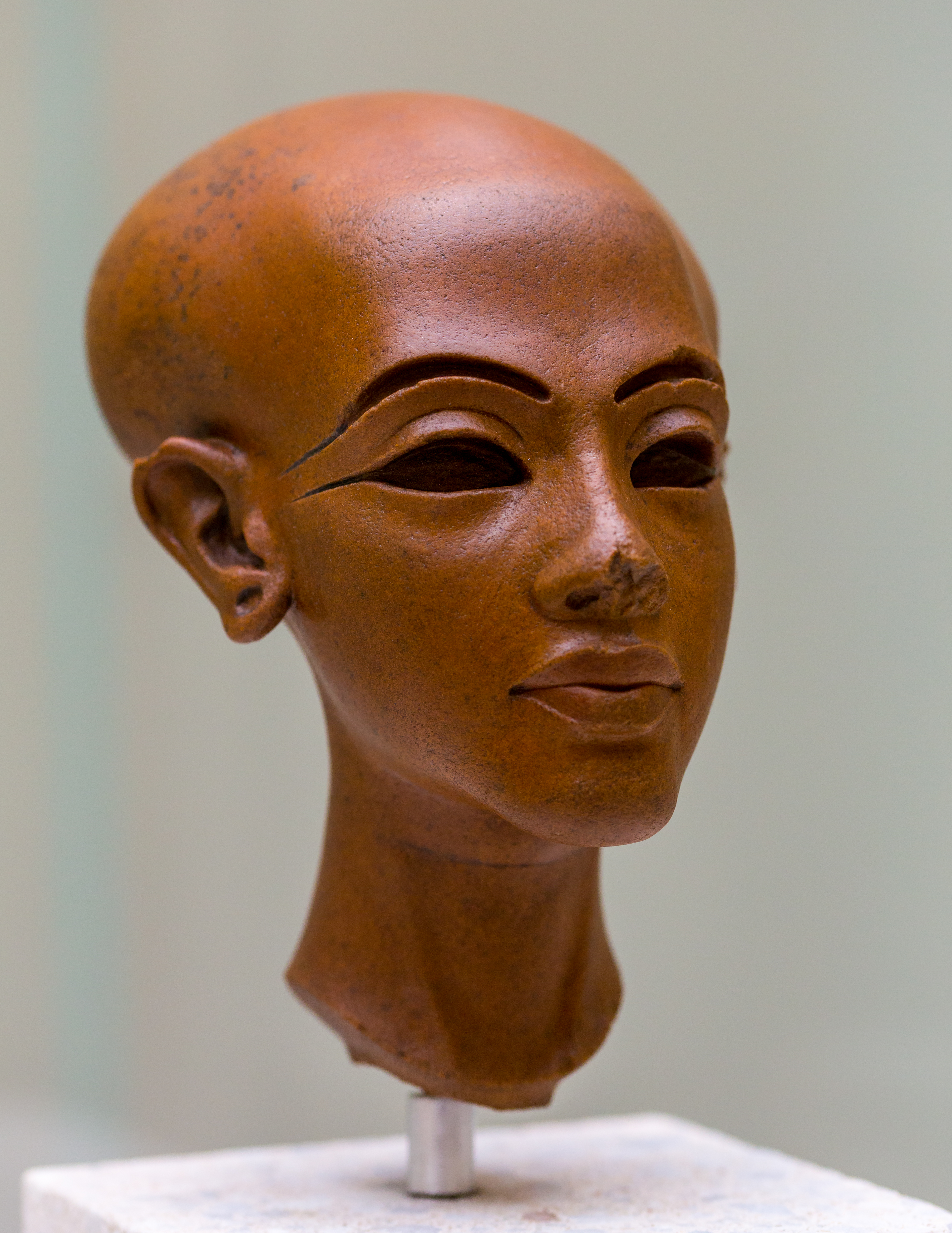
アマルナの女王の頭像（ドイツ語版）
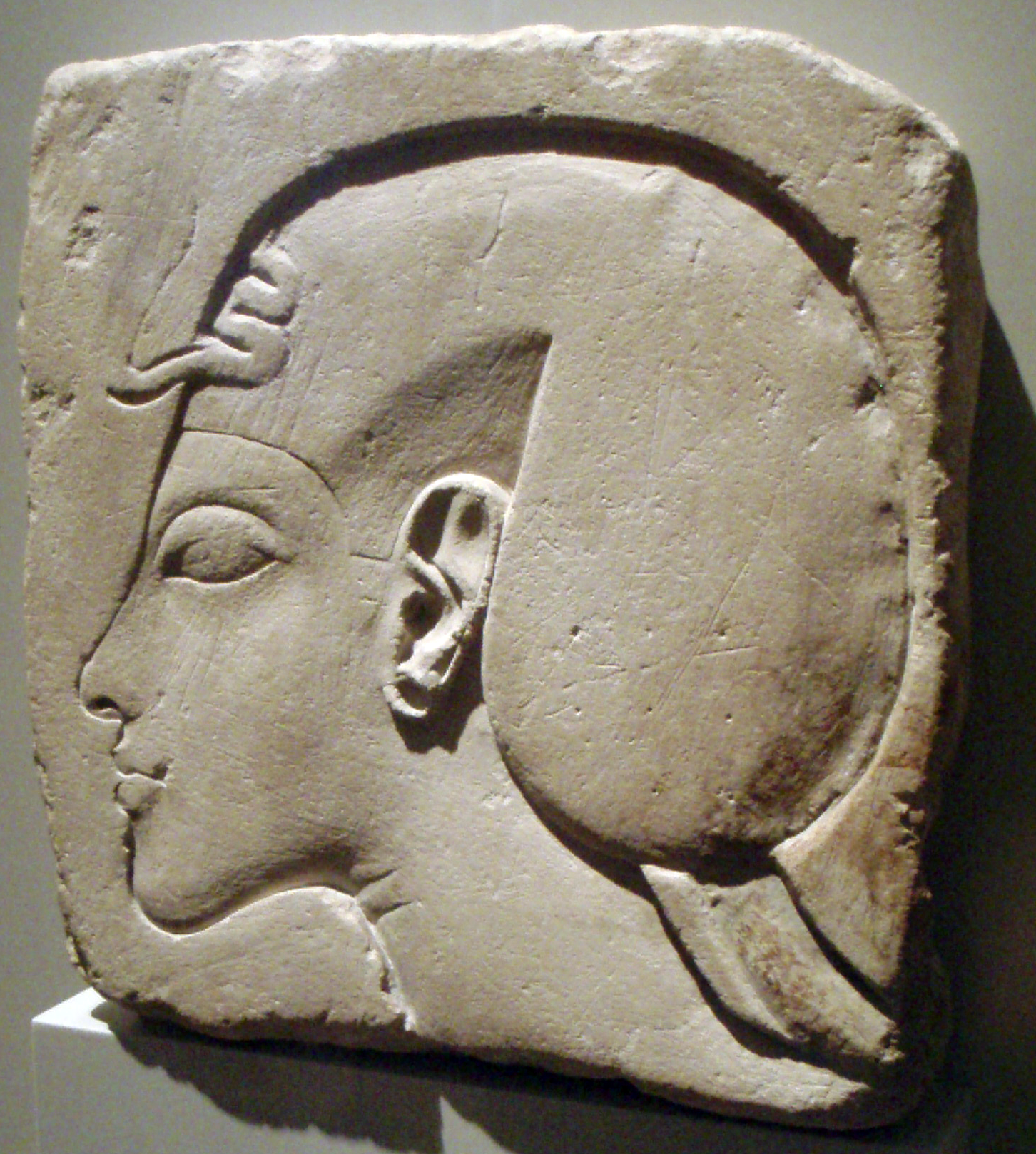
アクエンアテンのレリーフ肖像(de:Reliefskizze mit Kopf des Echnaton (Berlin 21863)
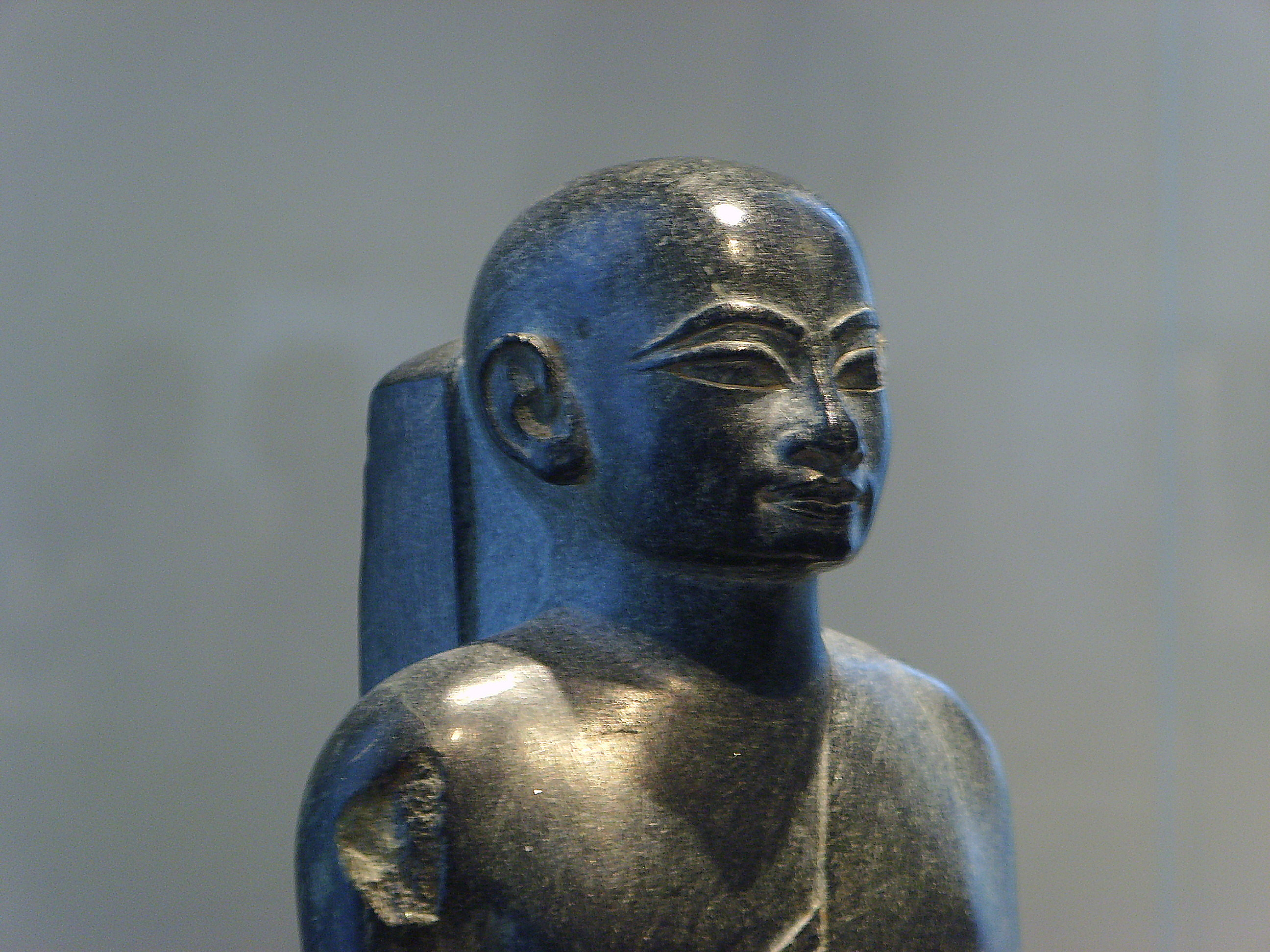
Tai-tai, the Priest. 新王国第18王朝 紀元前1380年
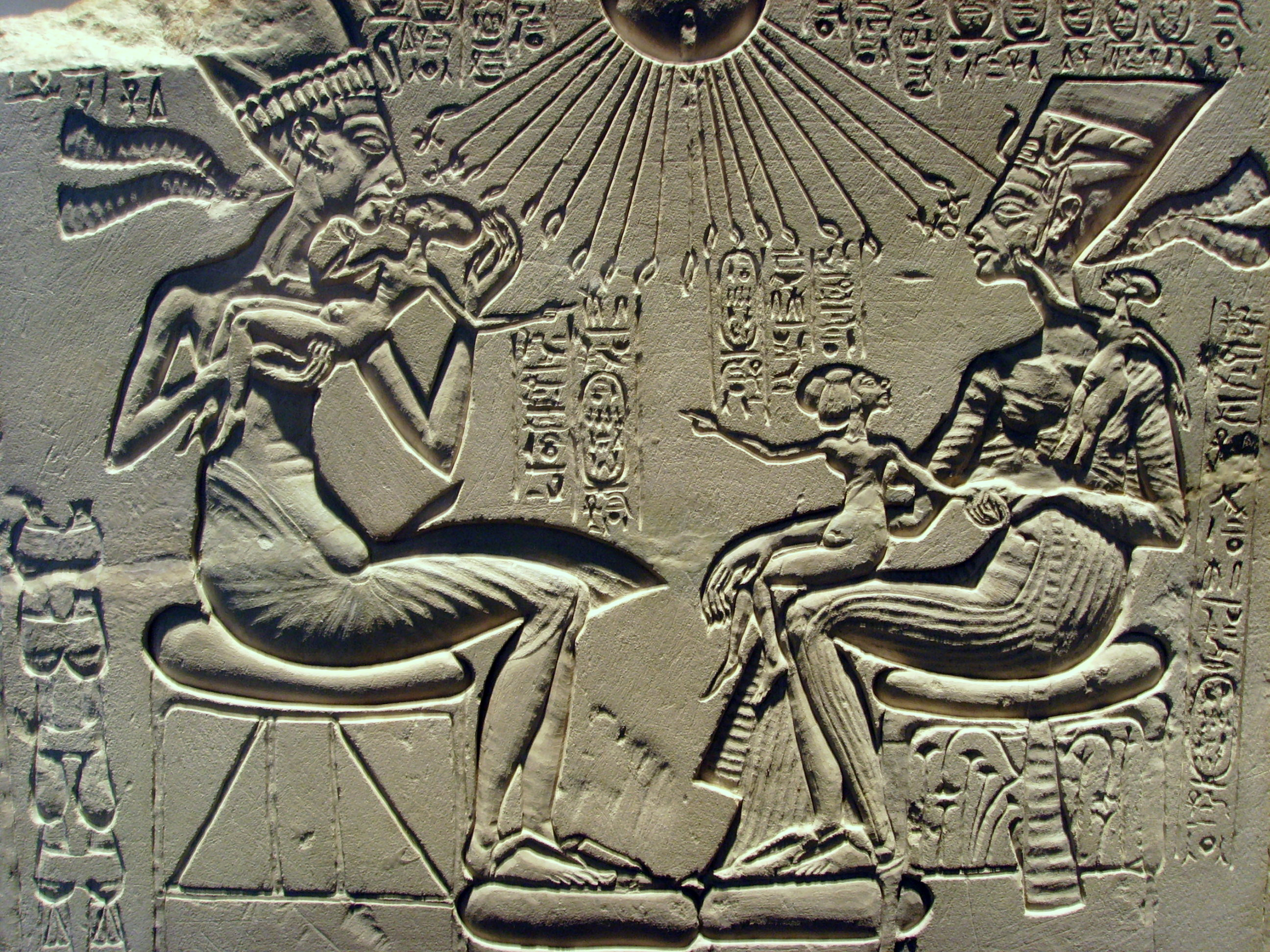
アクエンアテンとネフェルティティとその子ども、アマルナ時代 紀元前1350年
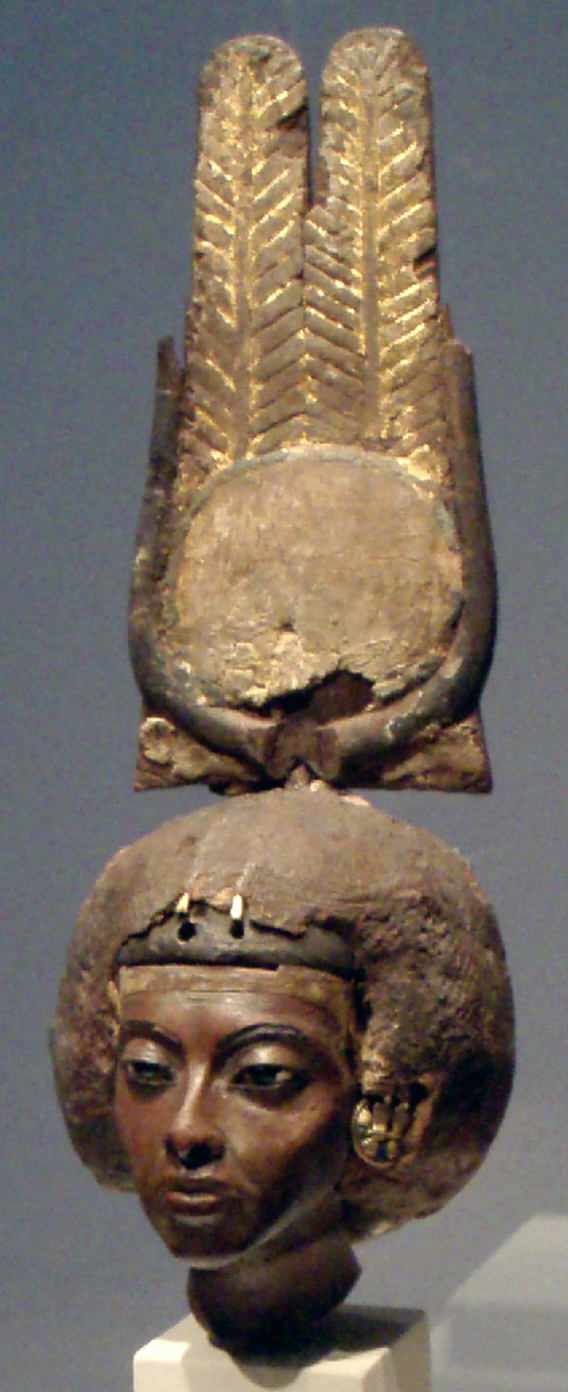
ティイ、アマルナ時代 紀元前1355年
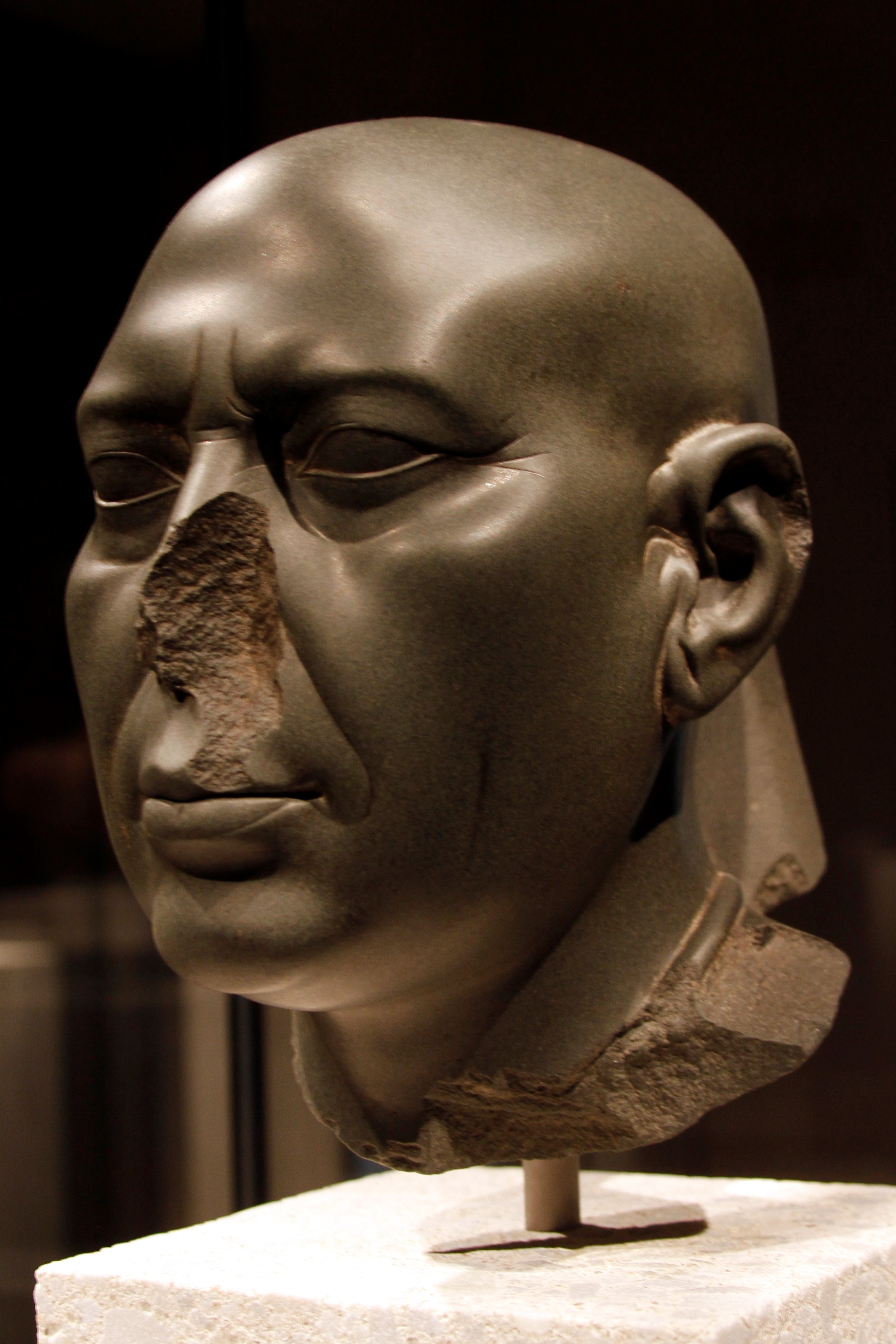
ベルリングリーンヘッド（英語版）, 紀元前100-50年
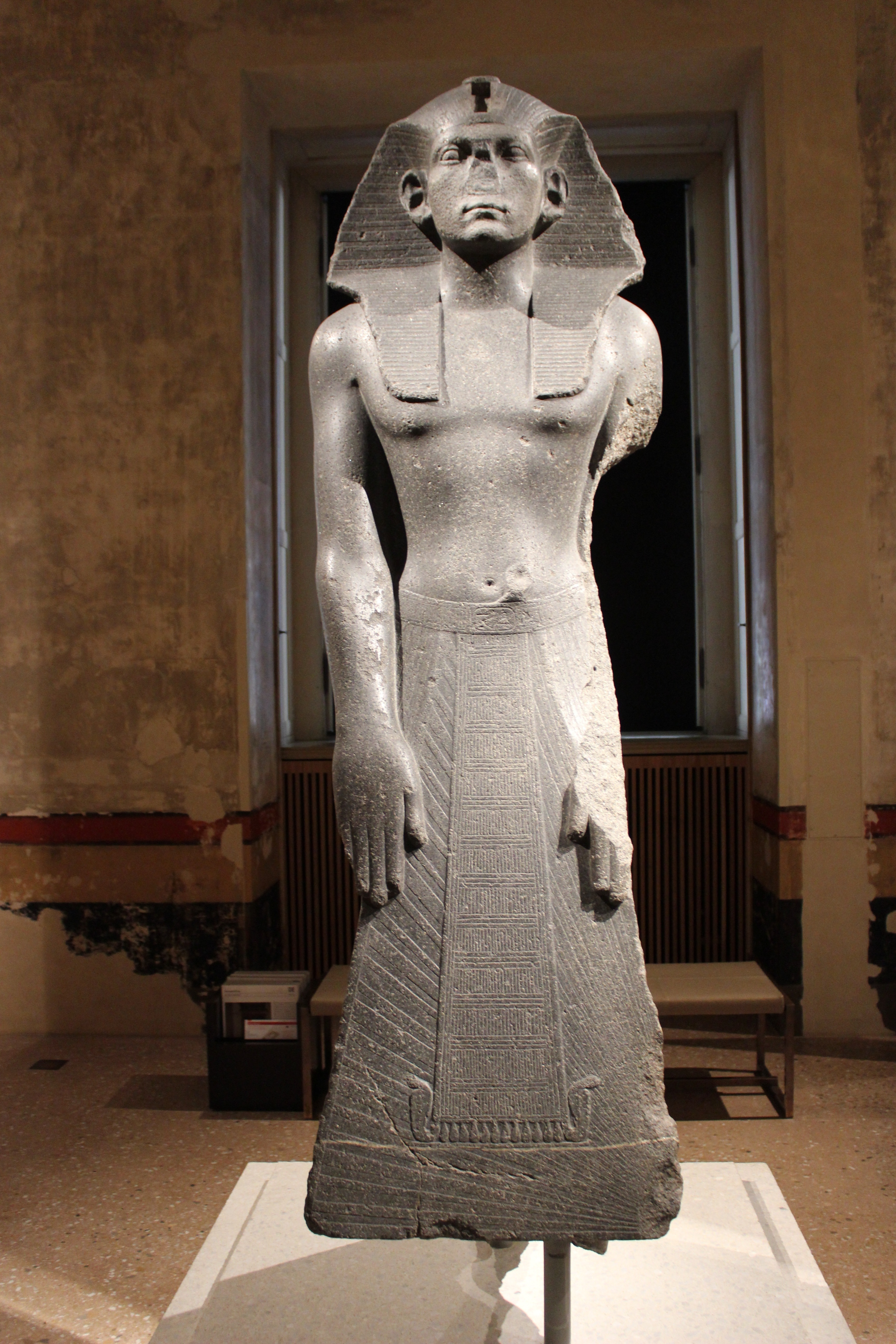
アメンエムハト3世の像(en:Statue of Amenemhat III (Berlin))